# Fußballnationalmannschaft der UdSSR/Weltmeisterschaften
Der Artikel beinhaltet eine ausführliche Darstellung der Fußballnationalmannschaft der UdSSR bei Weltmeisterschaften. Die Mannschaft nahm von 1958 bis 1990 siebenmal an WM-Turnieren teil. Nach der Auflösung der UdSSR wird die russische Mannschaft von der FIFA als Nachfolgerin der Fußballnationalmannschaft der UdSSR gesehen und deren Erfolge werden Russland zugerechnet. In der ewigen Rangliste wird Russland daher auf 12. Platz geführt.

## Überblick

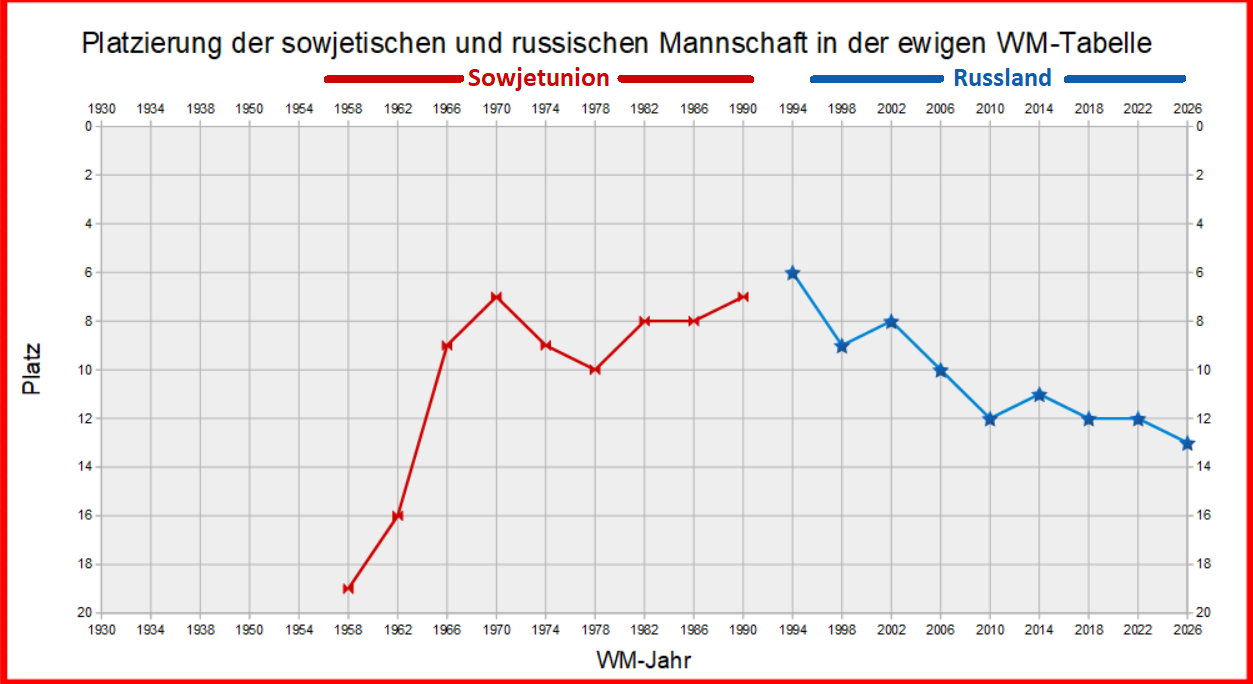
Platzierung der Mannschaft der UdSSR und der russischen Mannschaft in der ewigen WM-Tabelle

| Jahr | Gastgeberland | Teilnahme bis …    | Letzte(r) Gegner               | Ergebnis | Trainer             | Bemerkungen und Besonderheiten |
| ---- | ------------- | ------------------ | ------------------------------ | -------- | ------------------- | --- |
| 1930 | Uruguay       | nicht teilgenommen |                                |          |                     | kein FIFA-Mitglied |
| 1934 | Italien       | nicht teilgenommen |                                |          |                     | kein FIFA-Mitglied |
| 1938 | Frankreich    | nicht teilgenommen |                                |          |                     | kein FIFA-Mitglied |
| 1950 | Brasilien     | nicht teilgenommen |                                |          |                     | |
| 1954 | Schweiz       | nicht teilgenommen |                                |          |                     | |
| 1958 | Schweden      | Viertelfinale      | Schweden                       | 7.       | Gawriil Katschalin  | Nach Entscheidungsspiel (1:0) gegen England für das Viertelfinale qualifiziert. |
| 1962 | Chile         | Viertelfinale      | Chile                          | 6.       | Gawriil Katschalin  | Erneutes Scheitern im Viertelfinale gegen den Gastgeber |
| 1966 | England       | Spiel um Platz 3   | Portugal                       | 4. Platz | Nikolai Morosow     | Beste Platzierung bei einer WM. Halbfinalniederlage gegen Deutschland |
| 1970 | Mexiko        | Viertelfinale      | Uruguay                        | 5.       | Gawriil Katschalin  | |
| 1974 | Deutschland   | nicht qualifiziert |                                |          |                     | Nachdem die Sowjetunion zum Playoff-Rückspiel in Chile nicht antrat, wurde dieses für Chile gewertet. |
| 1978 | Argentinien   | nicht qualifiziert |                                |          |                     | In der Qualifikation an Ungarn gescheitert |
| 1982 | Spanien       | Zwischenrunde      | Polen, Belgien                 | 7.       | Konstantin Beskow   | Auf Grund der schlechteren Tordifferenz ausgeschieden. |
| 1986 | Mexiko        | Achtelfinale       | Belgien                        | 10.      | Walerij Lobanowskyj | Niederlage (3:4) in der Verlängerung |
| 1990 | Italien       | Vorrunde           | Rumänien, Argentinien, Kamerun | 17.      | Walerij Lobanowskyj | Nach zwei Niederlagen gegen Rumänien und Weltmeister Argentinien und einem Sieg gegen Kamerun als Gruppenvierter mit einem besseren Torverhältnis (4:4) als der Gruppensieger Kamerun (3:5) ausgeschieden. |

Statistik (Angaben inkl. 2022: 22 Weltmeisterschaften; Prozentangaben sind gerundet)
- Teilnahmeverzicht: 2× (9 %; 1950, 1954)
- Nicht zugelassen: 3× (13,6 %; 1930, 1934 und 1938)
- Nicht qualifiziert: 2× (9 %; 1974 und 1978)
- Nicht mehr existent: 8× (36 %; seit 1994)
- Sportliche Qualifikation: 7× (32 % bzw. bei 78 % der Versuche)
  - Vorrunde: 1× (4,5 %; 1990)
  - Achtelfinale: 1× (4,5 %; 1986)
  - 2. Finalrunde mit 12 Mannschaften: 1× (4,5 %; 1982)
  - Viertelfinale: 3× (13,6 %; 1958, 1962 und 1970)
  - Vierter: 1× (4,5 %, 1966)

### 1930 bis 1954
Nach der Gründung der UdSSR verbot die FIFA ihren Mitgliedern Länderspiele gegen diese. Daher konnte die UdSSR an den ersten drei WM-Turnieren nicht teilnehmen. Trotz der Aufnahme der UdSSR in die FIFA 1946 dauerte es bis 1952, bis die UdSSR zu ihrem ersten Länderspiel antrat. Stalin erhoffte sich einen Propagandaerfolg von der Teilnahme der sowjetischen Mannschaft am Fußballwettbewerb der Olympischen Spiele 1952. Als dieser ausblieb, wurde die Nationalmannschaft bis 1954 wieder auf Eis gelegt. Daher nahm die Mannschaft nicht an den ersten beiden WM-Turnieren nach dem Zweiten Weltkrieg teil.

### 1958 in Schweden

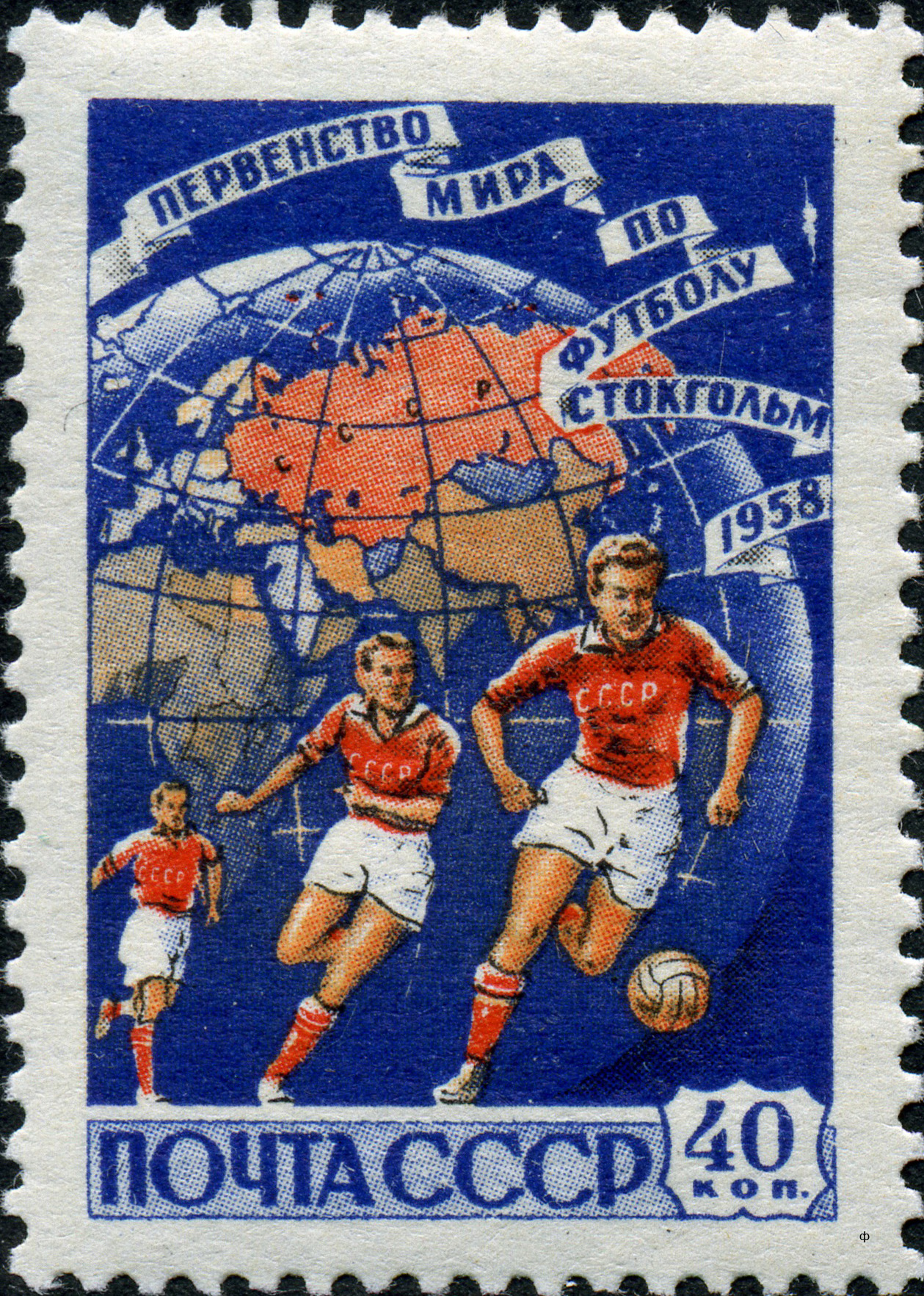
Sowjetische Briefmarke zur WM 1958

Nach dem Olympiasieg 1956 konnte sich die UdSSR dann erstmals für die Fußball-Weltmeisterschaft 1958 qualifizieren. In der Qualifikation musste sie gegen die Nachbarn Polen und Finnland antreten. Polen und die UdSSR gewannen beide ihre Heimspiele sowie in Finnland und hatten daher beide 6:2 Punkte. Da die bessere Tordifferenz der UdSSR nicht zählte, gab es ein Entscheidungsspiel in Leipzig, das die UdSSR mit 2:0 gewann.
In Schweden wurde die UdSSR, die noch acht Olympiasieger aufbot, in eine Gruppe mit dem späteren Weltmeister Brasilien, dem WM-Dritten Österreich und England gelost. In ihrem ersten WM-Spiel gegen England mussten sie nach 2:0-Führung noch das 2:2 hinnehmen. Dabei erzielte Nikita Simonjan in der 13. Minute das erste WM-Tor für die UdSSR. Im zweiten Spiel kamen sie zu ihrem ersten WM-Sieg: Mit 2:0 wurde Österreich besiegt. Gegen Brasilien verloren sie dann aber mit 0:2. Da die UdSSR und England damit punkt- und torgleich waren, gab es ein Entscheidungsspiel um den zweiten Platz zwischen beiden, das die UdSSR mit 1:0 gewann. Im Viertelfinale trafen sie bereits zwei Tage später auf Gastgeber Schweden, der zwei Tage mehr Pause hatte, und verloren mit 0:2. Damit ging es ihnen wie zwei weiteren Mannschaften, die nur über die Entscheidungsspiele das Viertelfinale erreicht hatten und dadurch weniger Regenerationszeit hatten. Zur nächsten WM wurde diese Regelung daher abgeschafft.

### 1962 in Chile
Die Qualifikation für die Fußball-Weltmeisterschaft 1962 verlief erneut erfolgreich. Nach dem Gewinn der Europameisterschaft 1960 konnte sich die UdSSR gegen Norwegen und die Türkei souverän mit vier Siegen in vier Spielen qualifizieren.
In Chile wurde die UdSSR in eine Gruppe mit dem EM-Finalgegner Jugoslawien, Ex-Weltmeister Uruguay und WM-Neuling Kolumbien gelost. Im ersten Gruppenspiel wurde Jugoslawien mit 2:0 besiegt. Danach folgte ein denkwürdiges 4:4 gegen Kolumbien – das einzige Länderspiel, bei dem der sowjetische Torhüter Lew Jaschin vier Gegentore hinnehmen musste. Mit einem 2:1 gegen Uruguay sicherte sich die UdSSR dann aber den Gruppensieg und traf im Viertelfinale auf den Gastgeber Chile. Mit 1:2 schied die UdSSR erneut gegen den Gastgeber aus.

### 1966 in England

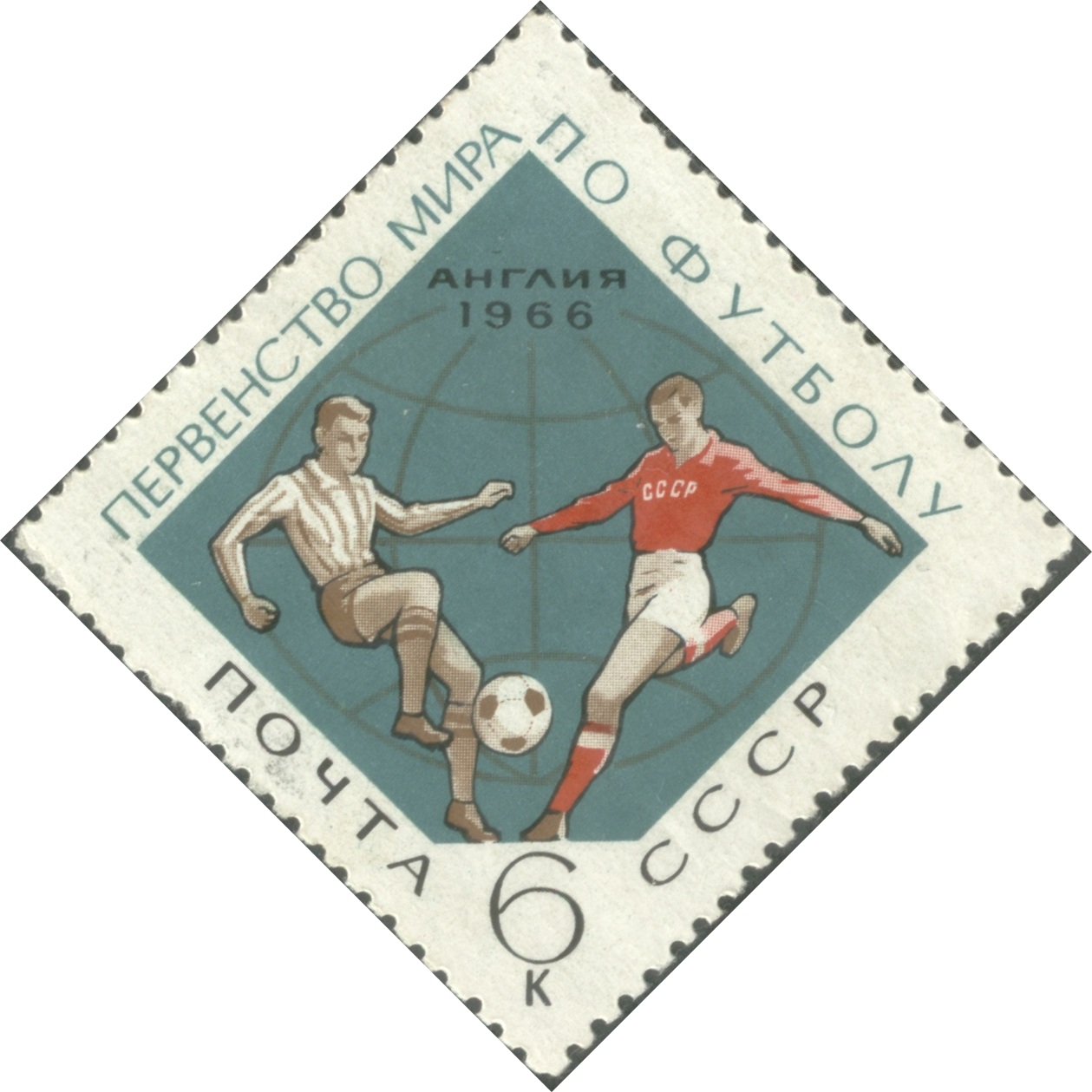
Briefmarke der UdSSR zur WM 1966

1966 fand die WM in England statt und für Wales, Gruppengegner der UdSSR in der Qualifikation, war dies ein besonderer Ansporn, sich zu qualifizieren. In einer Vierergruppe trafen beide zudem auf Griechenland und Dänemark. Vizeeuropameister UdSSR gewann alle Spiele, bis auf das Spiel bei den heimstarken Walisern, und qualifizierte sich wieder souverän.
In England wurde die UdSSR in eine Gruppe mit Ex-Weltmeister Italien, Chile und WM-Neuling Nordkorea gelost. Das erste Spiel gegen den Neuling gewannen die sowjetischen Spieler mit 3:0. Nach einem 1:0 gegen Italien war die UdSSR bereits für das Viertelfinale qualifiziert und konnte sich durch ein 2:1 gegen Chile im letzten Spiel einerseits für das Viertelfinalaus vier Jahre zuvor revanchieren und andererseits den Gruppensieg perfekt machen. Im Viertelfinale trafen sie auf die Ungarn, die zusammen mit Portugal Titelverteidiger Brasilien ausgeschaltet hatten. Mit 2:1 wurde auch diese Hürde genommen, wodurch die UdSSR erstmals im WM-Halbfinale stand. Hier traf die Mannschaft auf Deutschland und verlor nach einem Platzverweis von Igor Tschislenko mit 1:2. Auch das kleine Finale gegen WM-Neuling Portugal wurde mit 1:2 verloren. Der vierte Platz ist aber das beste Ergebnis der UdSSR bei WM-Turnieren. Den deutschen Fußballfans blieb aber insbesondere der sowjetische Linienrichter Tofiq Bəhramov in Erinnerung, der das Wembley-Tor anerkannte.

### 1970 in Mexiko
Auch für die erste WM in Mittelamerika konnte sich die UdSSR wieder qualifizieren. Erneut war die Türkei sowie Nordirland die Gruppengegner und nur beim 0:0 in Nordirland wurde ein Punkt abgegeben.
In Mexiko wurde die UdSSR der Gruppe mit Gastgeber Mexiko zugelost und durfte das Eröffnungsspiel bestreiten, das torlos endete. Weitere Gruppengegner waren die Belgier, gegen die mit 4:1 gewonnen wurde, und WM-Neuling El Salvador, gegen den mit 2:0 gewonnen wurde. Da auch die Mexikaner gegen die beiden anderen Gruppengegner gewannen, waren die UdSSR und Mexiko punktgleich und hatten dieselbe Tordifferenz. Damit musste das Los entscheiden, wer Gruppensieger wurde, da die Anzahl der Tore keine Rolle spielte. Das Los bestimmte die UdSSR zum Gruppensieger, wodurch sie auf Ex-Weltmeister Uruguay traf. Da in der regulären Spielzeit kein Tor fiel, musste das Spiel verlängert werden und blieb auch bis zur 117. Minute ohne Torerfolg. Dann gelang dem 14 Minuten zuvor eingewechselten Víctor Espárrago der Siegtreffer für die Südamerikaner. Die UdSSR schied damit zum dritten Mal im Viertelfinale aus und verabschiedete sich für 12 Jahre von der WM-Bühne.

### Weltmeisterschaft 1974
In der Qualifikation für die erste WM in Deutschland waren die Iren und Frankreich die Gegner. Die UdSSR verlor zwar das erste Spiel in Frankreich, konnte aber danach alle Spiele gewinnen und wurde damit Gruppensieger. Die UdSSR musste aber noch in den Interkontinental-Playoffs gegen Chile antreten. Das erste Spiel in Moskau endete torlos. Danach weigerte sich die UdSSR, im Estadio Nacional anzutreten, da in dem Stadion in den ersten Tagen des Pinochet-Putsches mehrere Tausend Oppositionelle festgehalten, gefoltert und ermordet worden waren. Da die FIFA eine Verlegung des Spiels ablehnte, trat die Mannschaft der UdSSR nicht an. Das Spiel wurde mit 2:0 für Chile gewertet, das sich damit qualifizierte. Die UdSSR war damit erstmals nicht qualifiziert.

### 1978 in Argentinien
Auch für die WM in Argentinien konnte sich die UdSSR nicht qualifizieren. In der Qualifikation wurde hinter Ungarn und vor Griechenland nur der zweite Platz belegt. Ungarn musste dann noch die südamerikanische Mannschaft aus Bolivien in Hin- und Rückspiel ausschalten. Dabei wurden die Südamerikaner in Budapest mit 6:0 bezwungen – dem höchsten Sieg in einem interkontinentalen Playoff-Spiel – und auch in der Höhe von La Paz gelang ein 3:2-Sieg. Damit war Ungarn erstmals seit 1966 wieder qualifiziert.

### 1982 in Spanien
Für die WM auf der iberischen Halbinsel konnte sich die UdSSR dann wieder qualifizieren. In einer Gruppe mit der Tschechoslowakei, Wales, Island und der Türkei wurde der erste Platz belegt.
In Spanien traf die UdSSR im ersten Spiel auf Rekordweltmeister und Titelfavorit Brasilien und verlor mit 1:2. Im zweiten Spiel gegen WM-Neuling Neuseeland gelang ein 3:0. Gegen Schottland reichte dann ein 2:2, um sich aufgrund der besseren Tordifferenz als Gruppenzweiter für die zweite Finalrunde zu qualifizieren. Diese wurde bei dieser WM zum einzigen Mal in Dreiergruppen ausgespielt. Mit einem 1:0 gegen Belgien und einem 0:0 gegen Polen schied die UdSSR aus, da die Polen mit 3:0 gegen Belgien gewonnen hatten.

### 1986 in Mexiko

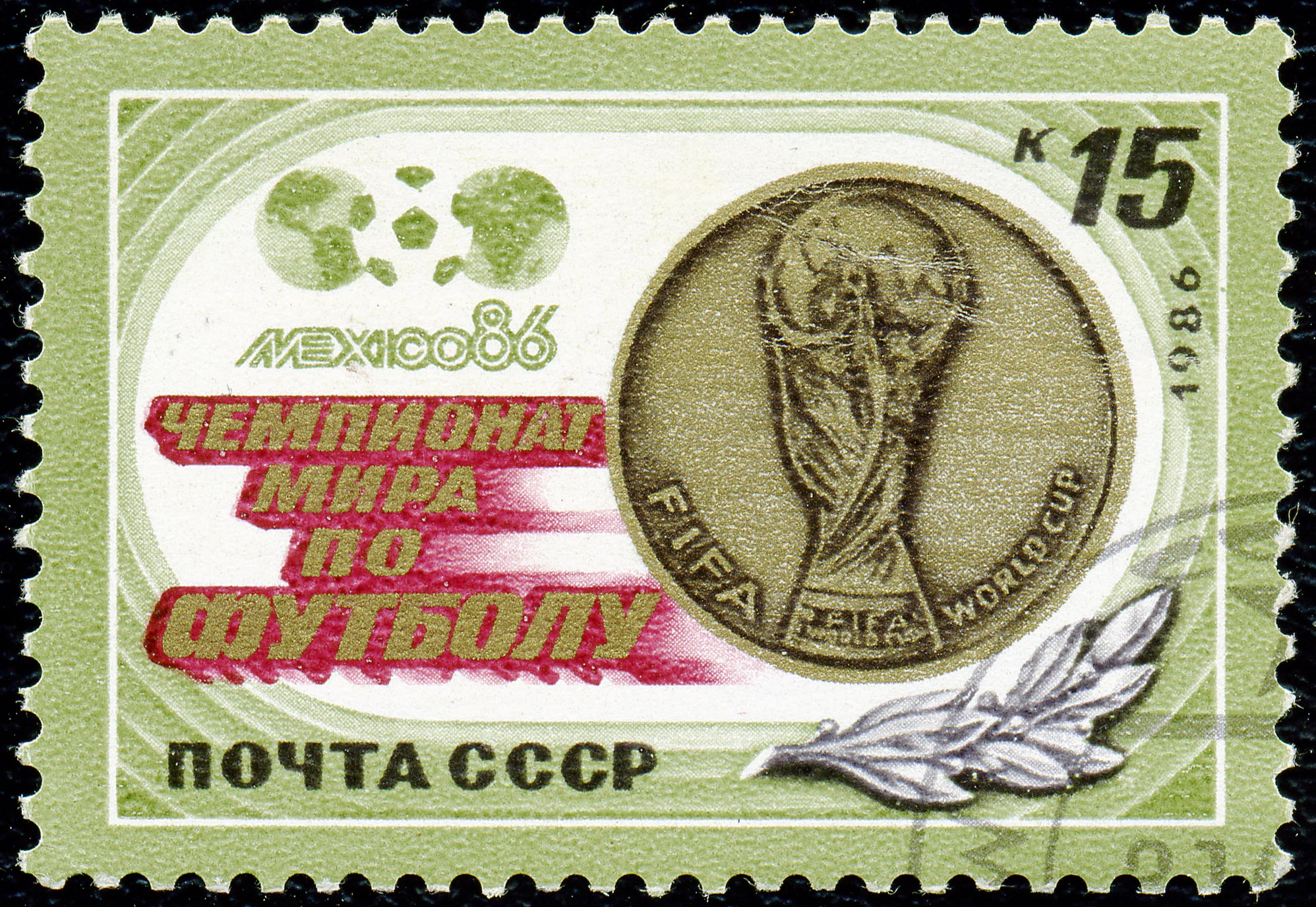
Briefmarke der UdSSR zur WM 1986

Die Qualifikation zur zweiten WM in Mexiko verlief dann endlich auch wieder erfolgreich. In einer Gruppe mit Dänemark, das bei der EM 1984 überraschend das Halbfinale erreicht hatte, der Schweiz, Irland und Norwegen wurde zwar nur Platz 2 hinter Dänemark belegt, dieser reichte aber zur Qualifikation.
In Mexiko traf die UdSSR in einer Gruppe auf Ungarn, Europameister Frankreich und WM-Neuling Kanada. Mit 6:0, dem höchsten WM-Sieg ihrer Geschichte, wurden die Ungarn besiegt. Gegen Frankreich folgte ein 1:1 und gegen Kanada ein 2:0. Damit wurde die UdSSR aufgrund der besseren Tordifferenz Gruppensieger vor Frankreich und traf im Achtelfinale auf die Belgier, die sich nur als bester Gruppendritter für die K.-o.-Runde qualifiziert hatten und gegen die die UdSSR noch nie verloren hatte. Die UdSSR ging zwar zweimal durch Ihor Bjelanow in Führung, musste aber zweimal den Ausgleich hinnehmen, so dass es nach 90 Minuten 2:2 stand. In der Verlängerung konnten dann die Belgier das Spiel für sich entscheiden und mit 4:3 gewinnen, obwohl sie zwei Tage weniger Pause hatten.

### 1990 in Italien

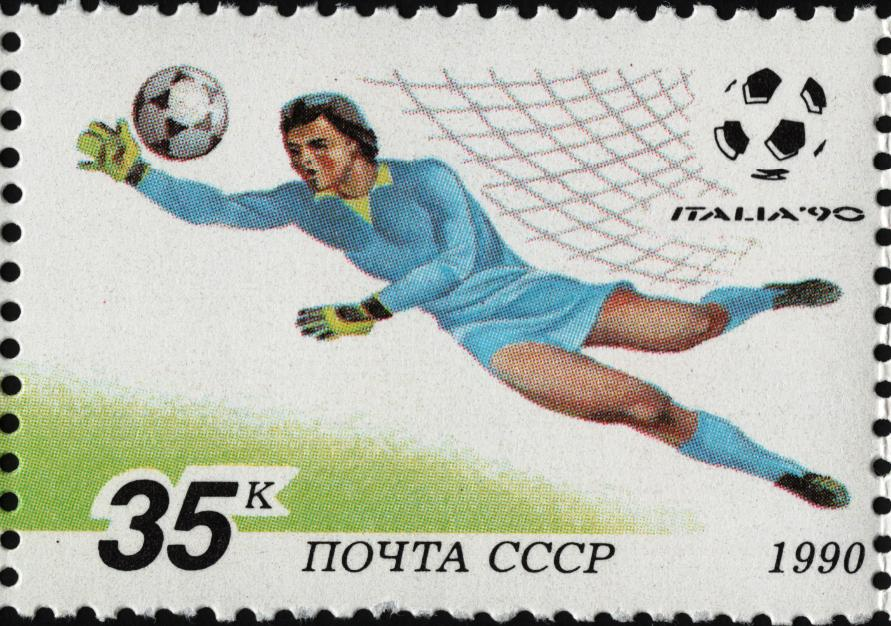
Briefmarke der UdSSR zur WM 1990

Die Qualifikation zur zweiten WM in Italien verlief wieder erfolgreich. Österreich, das sich ebenfalls qualifizieren konnte, die Türkei, die DDR, die letztmals an der Qualifikation teilnahm, sowie Island wurden auf die Plätze verwiesen. Gesichert wurde die Qualifikation aber erst am letzten Spieltag durch ein 2:0 gegen die Türkei.
In Italien trat die UdSSR erstmals mit Legionären im Kader an und bot auch vier Spieler auf, die 1988 die olympische Goldmedaille gewonnen hatten. Im ersten Spiel wurde aber gegen Rumänien mit 0:2 verloren. Mit diesem Ergebnis wurde auch gegen Titelverteidiger Argentinien verloren. Das letzte Spiel gegen die bereits für die K.-o.-Runde qualifizierten Kameruner, die im Eröffnungsspiel überraschend Argentinien mit 1:0 besiegt hatten, wurde zwar mit 4:0 gewonnen, da sich aber Argentinien und Rumänien mit 1:1 trennten, belegte die UdSSR nur den letzten Platz und verabschiedete sich damit endgültig von der WM-Bühne. Mit dem 4:0-Endstand hatte Igor Dobrowolski das letzte WM-Tor für die UdSSR erzielt.

### 1994 in den Vereinigten Staaten
In der Qualifikation für die WM in den USA, die am 8. Dezember 1991 ausgelost wurde, sollte die UdSSR in einer Sechsergruppe gegen Griechenland, Island, Ungarn, Luxemburg und Jugoslawien antreten. Nach dem Zerfall der Sowjetunion übernahm die russische Mannschaft den Platz der UdSSR und qualifizierte sich für die WM-Endrunde.

## Rangliste der sowjetischen WM-Spieler mit den meisten Einsätzen

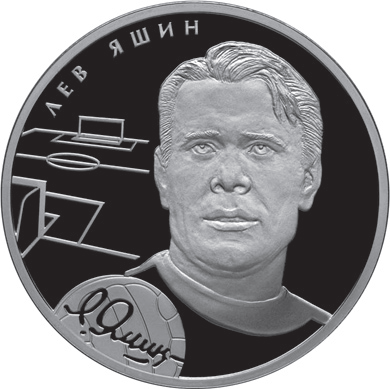
Lew Jaschin, Spieler mit den meisten WM-Spielen für die UdSSR

01. Lew Jaschin 13 bei 3 Turnieren
02. Wolodymyr Bessonow – 10 bei 3 Turnieren
03. Rinat Dassajew, Anatolij Demjanenko, Walentin Iwanow, Albert Schesternjow und Waleri Woronin 9 bei 2 bzw. 3 (Dassajew und Demjanenko) Turnieren
08. Oleh Blochin*, Oleh Kusnezow*, Oleksandr Sawarow und Igor Tschislenko – je 7 bei 2 Turnieren
12. Andrij Bal*, Waleri Karpin, Juri Nikiforow und Sergei Rodionow – je 6 bei 2 Turnieren
16. Serhij Baltatscha, Galimsjan Chussainow, Sergei Gorlukowitsch (2 Spiele für Russland), Anatoli Iljin, Iwan Jaremtschuk, Wladimir Kessarew, Konstantin Kryschewski, Boris Kusnezow, Eduard Malofejew***, Igor Netto, Wiktor Onopko, Wladimir Ponomarjow, Aleksandre Tschiwadse**, Juri Woinow und Wiktor Zarjow – je 5 bei 1 bzw. 2 (Chussainow, Gorlukowitsch, Jaremtschuk, Netto und Onopko) Turnieren
Anmerkungen:
- Der kursiv gesetzte Spieler spielte bei Weltmeisterschaften auch für Russland.
- In der FIFA-Statistik werden die mit „*“ markierten Spieler für die Ukraine[2], der mit „**“ markierte Spieler für Georgien[3] und der mit „***“ markierte Spieler für Weißrussland[4] geführt.

## Rangliste der sowjetischen WM-Spieler mit den meisten Toren
01. Walentin Iwanow 5 Tore
02. Ihor Bjelanow, Anatoli Byschowez, Waleri Porkujan und Igor Tschislenko – je 4 Tore
06. Eduard Malofejew*** – 3 Tore
07. Oleh Blochin*, Anatoli Iljin, Wiktor Ponedelnik und Oleksandr Sawarow – je 2 Tore
Anmerkung:
- In der FIFA-Statistik wird der mit „*“ markierte Spieler für die Ukraine[2] und der mit „***“ markierte Spieler für Weißrussland geführt.[4]

## WM-Kapitäne
- 1958: Nikita Simonjan, Igor Netto (3. Gruppenspiel)
- 1962: Igor Netto
- 1966, 1970: Albert Schesternjow, Lew Jaschin (Spiel um Platz 3 1966)
- 1982: Aleksandre Tschiwadse
- 1986: Anatolij Demjanenko, Oleh Blochin (3. Gruppenspiel)
- 1990: Rinat Dassajew (1. Spiel), Oleh Kusnezow (2. Spiel), Anatolij Demjanenko (3. Spiel)

## Bei Weltmeisterschaften gesperrte Spieler
- 1966: Igor Tschislenko wurde im Halbfinale gegen Deutschland vom Platz gestellt und war für das Spiel um Platz 3 gesperrt.
- 1990: Im zweiten Gruppenspiel erhielt Wladimir Bessonow die Rote Karte und war für das letzte Gruppenspiel gesperrt.

## Anteil der im Ausland spielenden Spieler im WM-Kader
Zur Zeit des Kommunismus war ein Wechsel der Staatsamateure zu einer Profimannschaft im Westen nicht möglich und auch innerhalb des Ostblocks erfolgten keine Wechsel. Legionäre gab es daher bis 1990 nicht im Kader. Dort standen dann einige Spieler im Kader, die mit 27 Jahren oder älter zu westeuropäischen Profivereinen wechseln durften.
| Jahr (Spiele) | Anzahl (Länder)                                                | Spieler (Einsätze) |
| ------------- | -------------------------------------------------------------- | --- |
| 1958 bis 1986 | 0                                                              | |
| 1990 (3)      | 7 (3 in Deutschland, 1 Frankreich, 2 in Italien, 1 in Spanien) | Alexander Borodjuk (1), Sergei Gorlukowitsch (3), Wolodymyr Ljutyj (1); Wagis Chidijatullin (3); Sjarhej Alejnikau (3), Oleksandr Sawarow (3); Rinat Dassajew (3) |

## Spiele
- Die UdSSR bestritt 31 WM-Spiele. Davon wurden 15 gewonnen, 10 verloren und 6 endeten remis. Zwei Spiele mussten verlängert werden und wurden in der Verlängerung verloren.
- Die UdSSR nahm einmal am Eröffnungsspiel gegen den Gastgeber teil, spielte zudem noch zweimal gegen den Gastgeber: 1958 und 1962 im Viertelfinale.
- Die UdSSR verlor einmal (1958) gegen den späteren Weltmeister.
- Die UdSSR spielte einmal gegen den Titelverteidiger und traf sechsmal auf WM-Neulinge: 1962/Kolumbien, 1966/Nordkorea und Portugal, 1970/El Salvador, 1982/Neuseeland und 1986/Kanada.
- Häufigster Gegner ist Belgien, gegen das dreimal gespielt wurde.
- Die UdSSR spielte in 16 WM-Städten, am häufigsten in Arica und Mexiko-Stadt (je viermal).

| Alle WM-Spiele |               |           |                |   |                     |                            |                                                            |
| Nr.            | Datum         | Ergebnis  | Gegner         |   | Austragungsort      | Anlass                     | Bemerkungen                                                |
| 01.            | 8. Juni 1958  | 2:2       | England        | * | Göteborg (SWE)      | Gruppenspiel               |                                                            |
| 02.            | 11. Juni 1958 | 2:0       | Österreich     | * | Borås (SWE)         | Gruppenspiel               | Erstes Spiel gegen Österreich                              |
| 03.            | 15. Juni 1958 | 0:2       | Brasilien      | * | Göteborg (SWE)      | Gruppenspiel               | Erstes Spiel gegen Brasilien                               |
| 04.            | 17. Juni 1958 | 1:0       | England        | * | Göteborg (SWE)      | Gruppen-Entscheidungsspiel | UdSSR und England waren punkt- und torgleich               |
| 05.            | 19. Juni 1958 | 0:2       | Schweden       | A | Solna (SWE)         | Viertelfinale              |                                                            |
| 06.            | 31. Mai 1962  | 2:0       | Jugoslawien    | * | Arica (CHI)         | Gruppenspiel               |                                                            |
| 07.            | 3. Juni 1962  | 4:4       | Kolumbien      | * | Arica (CHI)         | Gruppenspiel               | Erstes Spiel einer europäischen Mannschaft gegen Kolumbien |
| 08.            | 6. Juni 1962  | 2:1       | Uruguay        | * | Arica (CHI)         | Gruppenspiel               |                                                            |
| 09.            | 10. Juni 1962 | 1:2       | Chile          | A | Arica (CHI)         | Viertelfinale              |                                                            |
| 10.            | 12. Juli 1966 | 3:0       | Nordkorea      | * | Middlesbrough (ENG) | Gruppenspiel               | Erstes Spiel einer europäischen Mannschaft gegen Nordkorea |
| 11.            | 16. Juli 1966 | 1:0       | Italien        | * | Sunderland (ENG)    | Gruppenspiel               |                                                            |
| 12.            | 20. Juli 1966 | 2:1       | Chile          | * | Sunderland (ENG)    | Gruppenspiel               |                                                            |
| 13.            | 23. Juli 1966 | 2:1       | Ungarn         | * | Liverpool (ENG)     | Viertelfinale              |                                                            |
| 14.            | 25. Juli 1966 | 1:2       | BR Deutschland | * | Sunderland (ENG)    | Halbfinale                 |                                                            |
| 15.            | 28. Juli 1966 | 1:2       | Portugal       | * | London (ENG)        | Spiel um Platz 3           | Erstes Spiel gegen Portugal                                |
| 16.            | 31. Mai 1970  | 0:0       | Mexiko         | A | Mexiko-Stadt (MEX)  | Gruppenspiel               | Eröffnungsspiel                                            |
| 17.            | 6. Juni 1970  | 4:1       | Belgien        | * | Mexiko-Stadt (MEX)  | Gruppenspiel               |                                                            |
| 18.            | 10. Juni 1970 | 2:0       | El Salvador    | * | Mexiko-Stadt (MEX)  | Gruppenspiel               |                                                            |
| 19.            | 14. Juni 1970 | 0:1 n. V. | Uruguay        | * | Mexiko-Stadt (MEX)  | Viertelfinale              |                                                            |
| 20.            | 14. Juni 1982 | 1:2       | Brasilien      | * | Sevilla (ESP)       | Erste Finalrunde           |                                                            |
| 21.            | 19. Juni 1982 | 3:0       | Neuseeland     | * | Málaga (ESP)        | Erste Finalrunde           | Erstes Spiel gegen Neuseeland                              |
| 22.            | 22. Juni 1982 | 2:2       | Schottland     | * | Málaga (ESP)        | Erste Finalrunde           |                                                            |
| 23.            | 1. Juli 1982  | 1:0       | Belgien        | * | Barcelona (ESP)     | Zweite Finalrunde          |                                                            |
| 24.            | 4. Juli 1982  | 0:0       | Polen          | * | Barcelona (ESP)     | Zweite Finalrunde          |                                                            |
| 25.            | 2. Juni 1986  | 6:0       | Ungarn         | * | Irapuato (MEX)      | Gruppenspiel               |                                                            |
| 26.            | 5. Juni 1986  | 1:1       | Frankreich     | * | León (MEX)          | Gruppenspiel               |                                                            |
| 27.            | 9. Juni 1986  | 2:0       | Kanada         | * | Irapuato (MEX)      | Gruppenspiel               | Erstes Spiel gegen Kanada                                  |
| 28.            | 15. Juni 1986 | 3:4 n. V. | Belgien        | * | León (MEX)          | Achtelfinale               |                                                            |
| 29.            | 9. Juni 1990  | 0:2       | Rumänien       | * | Bari (ITA)          | Gruppenspiel               |                                                            |
| 30.            | 13. Juni 1990 | 0:2       | Argentinien    | * | Neapel (ITA)        | Gruppenspiel               |                                                            |
| 31.            | 18. Juni 1990 | 4:0       | Kamerun        | * | Bari (ITA)          | Gruppenspiel               | Erstes Spiel gegen Kamerun                                 |

### Höchste Siege und Niederlagen
Die UdSSR erzielte ihre höchsten Siege gegen folgende Länder bei WM-Turnieren:
- Belgien: Vorrunde 1970 4:1
- El Salvador: Vorrunded 1970 2:0 (zudem ein 2:0 in einem Freundschaftsspiel, die GUS – Nachfolger der UdSSR – gewann zudem mit 3:0 gegen El Salvador in einem Freundschaftsspiel)
- Kamerun: Vorrunde 1990 4:0 (einziges Spiel gegen Kamerun)
- Kanada: Vorrunde 1986 2:0 (einziges Spiel gegen Kanada)
- Neuseeland: 1. Finalrunde 1982 3:0 (einziges Spiel gegen Neuseeland)
- Nordkorea: Vorrunde 1966 3:0 (einziges Spiel gegen Nordkorea)
- Österreich: Vorrunde 1958 2:0 (zudem ein 3:1 und ein 2:0 in Freundschaftsspielen und 2:0 in der WM-Qualifikation 1990)
- Ungarn: Vorrunde 1986 6:0 (höchster WM-Sieg der UdSSR)

Gegen folgende Länder kassierte die UdSSR ihre höchsten Niederlagen bei WM-Turnieren:
- Argentinien: Vorrunde 1990 0:2
- Belgien: Achtelfinale 1986 3:4 n. V. (einzige Niederlage gegen Belgien)
- Chile: Viertelfinale 1962 1:2 (zudem ein 0:2 am grünen Tisch)
- Portugal: Spiel um Platz 3 1966 1:2 (zudem ein 0:1 in der EM-Qualifikation 1984)
- Rumänien: Vorrunde 1990 – 0:2
- Schweden: Viertelfinale 1958 – 0:2 (zudem 0:2 beim Vierländerturnier 1988 und 1:3 in einem Freundschaftsspiel)
- Uruguay: Viertelfinale 1970 – 0:1 (einzige Niederlage gegen Uruguay)

## Rekorde
- Die torreichsten Unentschieden: UdSSR – Kolumbien 4:4 (1962/Vorrunde) sowie England – Belgien 4:4 n. V. (3:3, 2:1) (1954/Vorrunde)
- Höchster Sieg bei einem Turnier: 1986 UdSSR – Ungarn 6:0 in der Vorrunde
- Ein Spieler der UdSSR erzielte ein Jubiläumstour: Serhij Baltatscha am 19. Juni 1982 mit dem Tor zum 3:0-Endstand gegen Neuseeland das 1100. WM-Tor.